# Герб комуни Берг
Герб комуни Берг (швед. Bergs kommunvapen) — символ шведської адміністративно-територіальної одиниці місцевого самоврядування комуни Берг. 

## Історія
Ландскомуна Берг прийняла герб 1957 року. Але він не мав офіційного королівського затвердження. Як герб комуни його зареєстровано 1988 року. 

## Опис (блазон)
У синьому полі зі срібного тригорба виходить золоте полум'я, праворуч якого срібна сокира, а ліворуч — така ж рушниця.

## Зміст
Сокира та гвинтівка символізує поширені тут професії теслярів і зброярів. Вогонь означає вогнище, яке запалювали на горі Говебергет на знак небезпеки.